# Edmund Walker Head
Pour les articles homonymes, voir Head.
Edmund Walker Head, 8e baronnet, né le 16 février 1805 à Maidstone et mort le 28 janvier 1868 à Londres, est un administrateur colonial britannique. Il est gouverneur général de la province du Canada entre 1854 et 1861.

## Biographie

### Jeunesse
Edmund Walker Head naît en 1805 en Angleterre, il suit des études à Oxford, à l'Oriel College puis au Merton College. Il entre ensuite dans la fonction publique et est nommé commissaire adjoint de l’assistance publique en 1836 puis commissaire principal en 1841.

### Lieutenant-gouverneur du Nouveau-Brunswick
Lorsque son poste est supprimé en 1847, il est nommé Lieutenant-gouverneur du Nouveau-Brunswick, au Canada, et prend ses fonctions du 11 avril 1848 au 28 septembre 1854.

### Gouverneur général du Canada
Il est ensuite nommé Gouverneur général de la Province du Canada du 19 décembre 1854 au 25 octobre 1861.

### Fonctionnariat
De retour en Angleterre, Head se présente sans succès comme député de la circonscription de Pontefract, dans le Yorkshire, puis retourne dans la fonction publique en étant nommé commissaire de la fonction publique en avril 1862, fonction qu'il gardera jusqu'à sa mort. Il est de plus élu gouverneur de la compagnie de la baie d'Hudson le 2 juillet 1863.
Il meurt à Londres en 1868.

## Hommages
La ville d'Edmundston au Nouveau-Brunswick a été nommée ainsi en l'honneur de Edmund Walker Head.